# Rudolf von Isbary

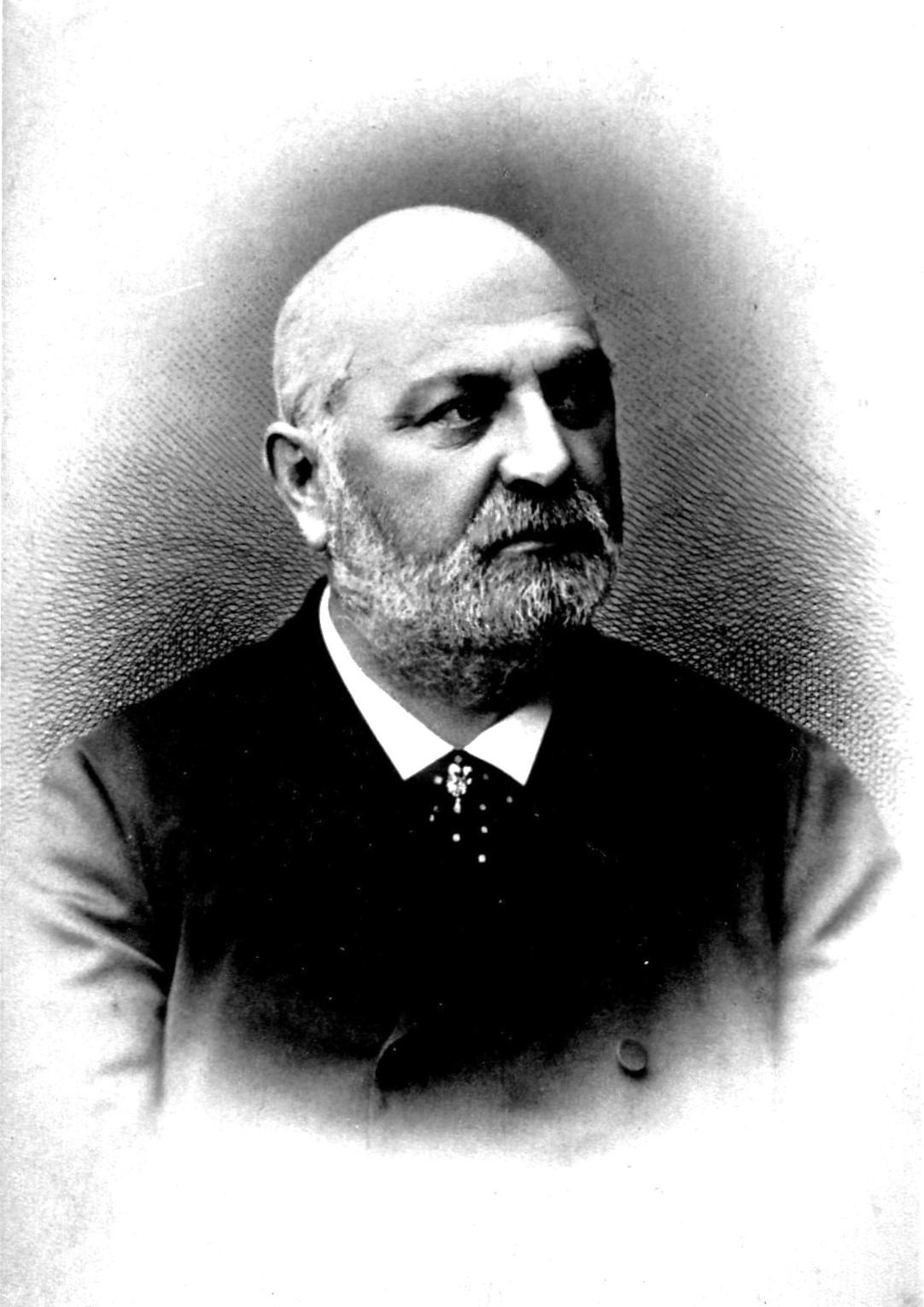
Rudolf von Isbary, ca. 1880

Rudolf Friedrich Ernst Freiherr von Isbary (* 14. November 1827 in Leipzig; † 9. Juni 1892 in Wien-Hütteldorf) war ein österreichischer Textilindustrieller, Abgeordneter zum Reichsrat und Präsident der Wiener Handelskammer.

## Leben

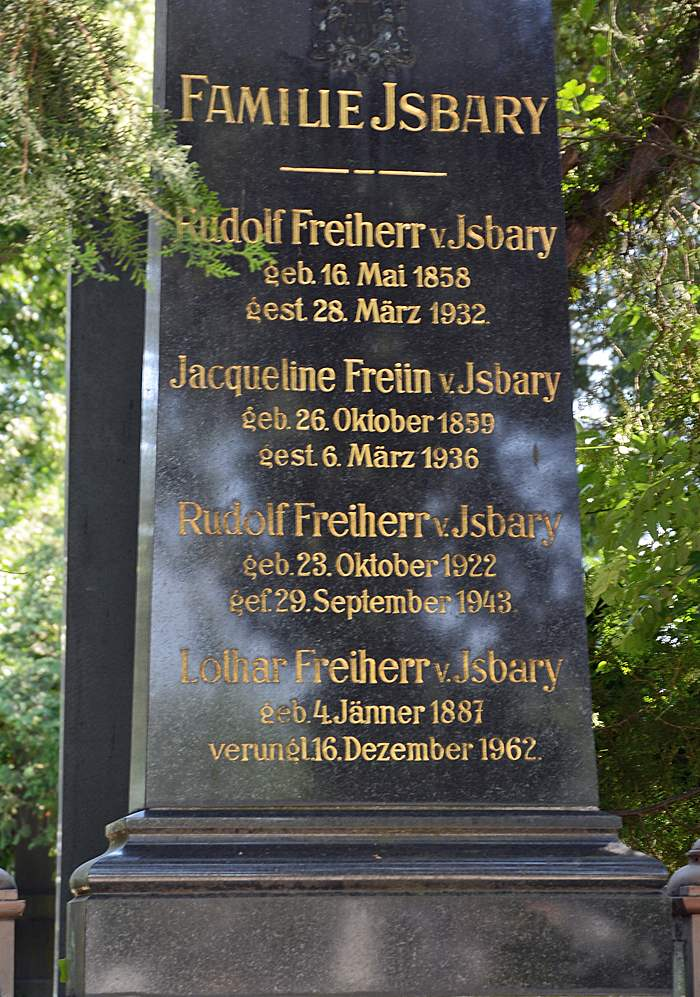
Grab der Nachkommen Rudolf Friedrich Ernst Freiherr von Isbarys auf dem Wiener Zentralfriedhof

Rudolf Friedrich Ernst Isbary, der Sohn des Ehepaares Carl August Isbary (* 1772), aus einer griechischen Familie in Nauplia (Nafplio) auf der Peloponnes und der Christine Elisabeth, geborene Heinicke, aus Leipzig, erhielt in seiner Geburtsstadt Leipzig seine Ausbildung. Er übersiedelte 1844 nach Wien und nahm dort eine Stelle in dem Exporthaus August Koch an, für das er 1849–52 in Livorno ein Kommissionsgeschäft zum Vertrieb österreichischer Textilien in noch wenig erschlossene Absatzgebiete wie Italien, Tunis, Algier und Äpypten leitete. Nach glänzenden Verkaufserfolgen trat er 1852 in das Unternehmen als Gesellschafter ein und baute vor allem die Exporttätigkeit nach Europa und Amerika aus.

### Firmengründungen in Wien und Graslitz
Im Jahr 1853 ehelichte Rudolf Isbary in Wien Louise Hlawatsch (1834–1898), Tochter des Karl Hlawatsch und wandelte 1856 mit seinem Schwiegervater dessen seit 1839 bestehende Wollwarenerzeugung in Wien-Mariahilf in die Shawl-Fabrik Hlawatsch u. Isbary um. Die herrschende Modeströmung und die ausgedehnten Handelsverbindungen Isbarys sicherten den durch neue Produktionsverfahren ständig verbesserten „Stella-Shawls“ ausgezeichneten Absatz, so dass 1857 eine eigene Faktorei in Gmünd in Niederösterreich und 1860 eine Filiale in New York errichtet werden konnten. Mit Broché-Shawls beginnend, wurden seit 1862 auch glatte und gestickte Kaschmirtücher in geschmackvollen Dessins gefertigt. Während der Jahre 1860 bis 1875 produzierte das Unternehmen mit rund 500 Beschäftigten insgesamt etwa 800.000 Schals (Shawls). Zu Beginn der 1880er Jahre wandte sich die Firma in steigendem Ausmaß der Erzeugung von Stoffen für Damenkleider zu und verlegte nach provisorischer Unterbringung in Asch, dem heutigen Aš im Jahr 1889 ihren Hauptsitz nach Graslitz, im heutigen Westböhmen.

### Wirtschaftspolitische Tätigkeiten
Rudolf Isbary war neben seinen Erfolgen als Industrieller auch in zahlreichen Funktionen des öffentlichen Lebens tätig. Seit 1861 Mitglied der niederösterreichischen Handelskammer, wurde er 1872 zum Vizepräsidenten, 1883 zum Präsidenten gewählt und 1873–80 als deren erster Abgeordneter (Reichswahlordnung vom 2. April 1873) in den österreichischen Reichsrat entsandt, wo er vornehmlich als Wirtschaftsexperte in Spezialausschüssen hervortrat. Ab 1862 fungierte er als Mitglied des niederösterreichischen Landtages, 1865–74 als Handelsgerichtsbeisitzer. Isbary beteiligte sich auch wiederholt an der Organisation von großen Leistungsschauen der Wirtschaft: 1873 war er Präsident der Arrangementabteilung der Wiener Weltausstellungskommission, 1876 Vizepräsident der österreichischen Zentralkommission und Obmann des Exekutivkomitees für Paris. 1880 wurde Isbary zum Kurator des österreichischen Museums für Kunst und Industrie bestellt. 1886 begründete er ein Informationsbüro für den Export und Import und leitete eine Hilfsaktion zur Hebung der niederösterreichischen Kleineisenindustrie und zur Einrichtung von Lehrwerkstätten in die Wege. Seit 1887 wirkte Isbary als Präsident für die Niederösterreichische Escompte-Gesellschaft, eines der bedeutendsten Geldinstitute der Monarchie Österreich-Ungarn. Darüber hinaus war er in mehreren wirtschaftspolitischen Ausschüssen tätig.

## Anerkennung
Im Jahr 1883 wurden er und seine Nachkommen in den österreichischen erbländischen Adelstand als Freiherrn von Isbary erhoben.

## Nachkommen
Mit seiner Ehefrau Louise, geborene Hlawatsch, (1834 bis 1898) hatte er einen Sohn Rudolf (geb. am 16. Mai 1858, gestorben am 28. März 1932 in Wien). Freiherr Rudolf von Isbary Junior folgte seinem Vater in der Firma nach, ehelichte Jacqueline Schürer von Waldheim (1859–1936) erbaute das Palais Isbary in der Schmöllergasse in Wien und erwarb einen Großgrundbesitz im niederösterreichischen Pielachtal mit Schloss Fridau als Verwaltungsmittelpunkt, welcher ehemals ein Ausmaß von 8000 ha hatte. Die Isbary´sche Güterdirektion wird heute als Isbary Bioland Naturresort von seinen Erben fortgeführt.